# Codreanca, Strășeni
Codreanca este satul de reședință al comunei cu același nume  din raionul Strășeni, Republica Moldova. Este situată la latitudinea 47.2866 longitudinea 28.5897 și altitudinea de 146 metri fata de nivelul marii. Aceasta localitate este în administrarea or. Strășeni. Conform recensământului, din anul 2008 populația este de 2 551 locuitori. Distanța directă până în or. Strășeni este de 14 km. Distanța directă până în or. Chișinău este de 40 km.

## Istorie
În trecut s-a numit Cobâlca. Cu această denumirea, satul Codreanca a fost menționat documentar în anul 1436:
„Din mila lui Dumnezeu, noi, Ilie voievod, și fratele domniei noastre, Ștefan voievod, domni ai Țării Moldovei. Facem cunoscut, cu aceasta cartea noastră, tuturor celor care o vor vedea sau o vor auzi citindu-se, că această adevărată slugă și boier al nostru credincios, pan Duma Uranie, a slujit înainte răposatului tatălui nostru cu dreaptă și credincioasa slujbă și astăzi ne slujește noua drept și credincios. De aceea, noi, văzând dreapta și credincioasa lui slujbă, l-am miluit cu deosebita noastră mila și i-am dat în țara noastră, lui și fratelui său, pan Petru, un loc din pustie de cealaltă parte a Itchilului, anume Cobâlca, de la obârșie până la gura, și Bezinul, de la obârșie până la gura, și Sabolna, și Teleșeul, de la obârșie până la gura, și Peresecina, de la obârșie până la gură, câte sate vor putea să-și așeze...

...

Iar pentru mai mare întărire a tuturor celor mai sus-scrise, am poruncit slugii noastre credincioase, Oancea mare logofăt, să scrie și să atârne pecetea noastră la această carte a noastră.

La Vaslui, în anul <6944> 1436, mai 4.”

## Demografie
La recensământul din anul 2004, populația satului constituia 2066 de oameni, dintre care 49.03% - bărbați și 50.97% - femei. Structura etnică a populației în cadrul satului: 99.37% - moldoveni, 0.29% - ucraineni, 0.19% - ruși, 0.05% - găgăuzi, 0.10% - alte etnii.
Conform datelor recensământului din anul 2008, populația la nivelul comunei Codreanca constituia 2565 de oameni, dintre care 48.65% - bărbați și 51.35% - femei. Compoziția etnică a populației comunei: 99.42% - moldoveni, 0.27% - ucraineni, 0.19% - ruși, 0.04% - găgăuzi, 0.08% - alte etnii.
În comuna Codreanca au fost înregistrate 912 gospodării casnice în anul 2004, iar mărimea medie a unei gospodării era de 2.8 persoane.

## Galerie de imagini

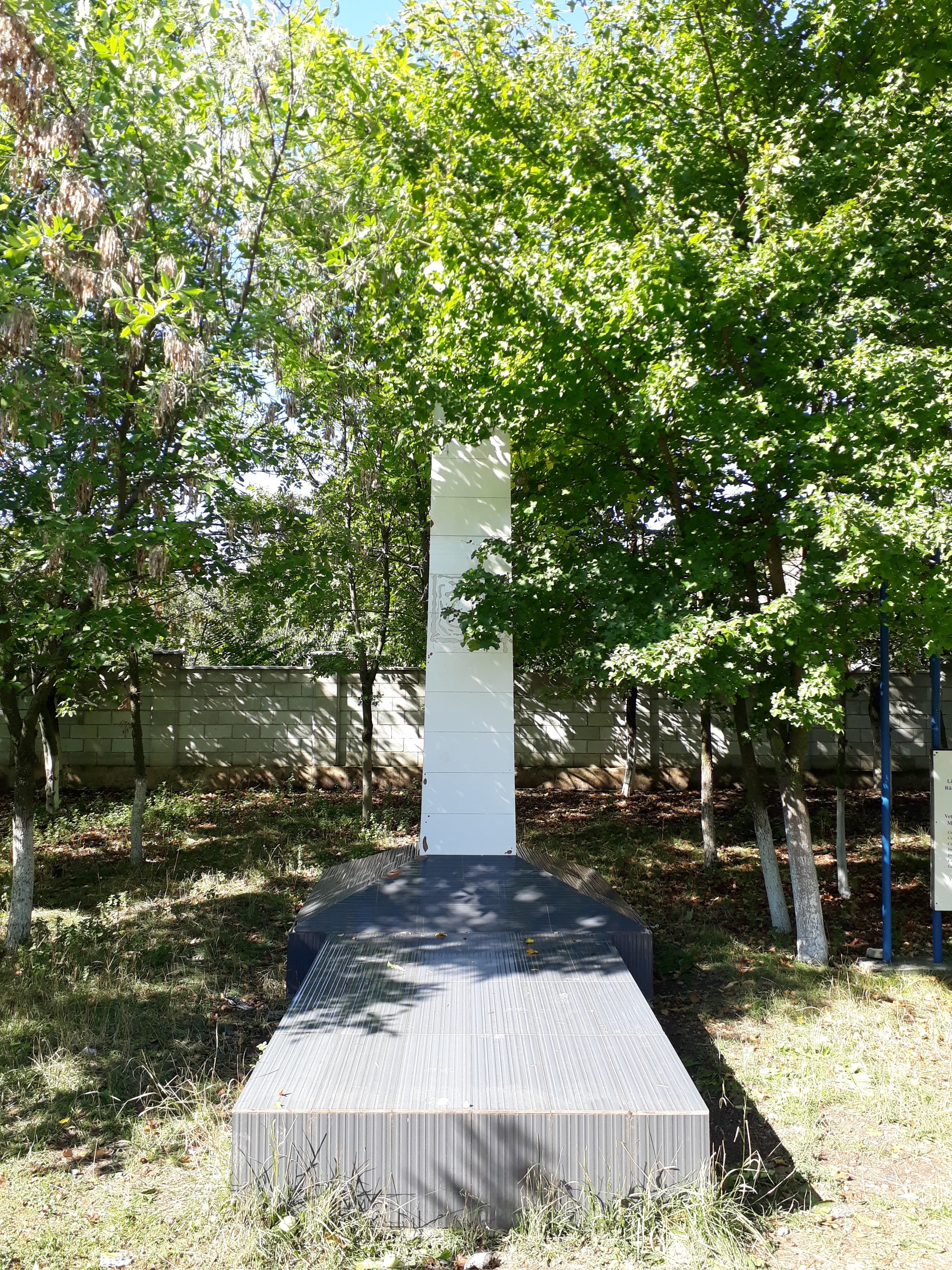
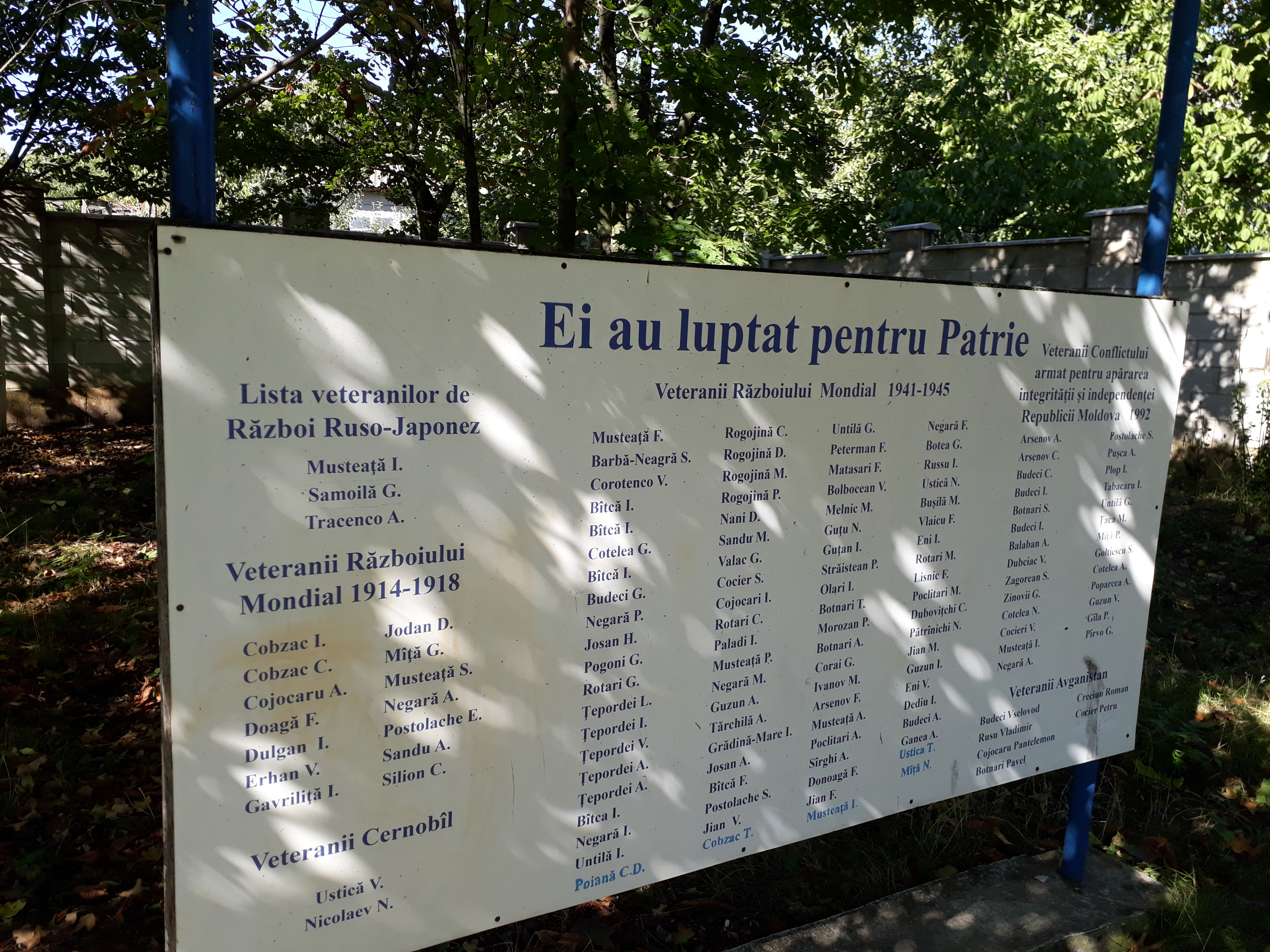

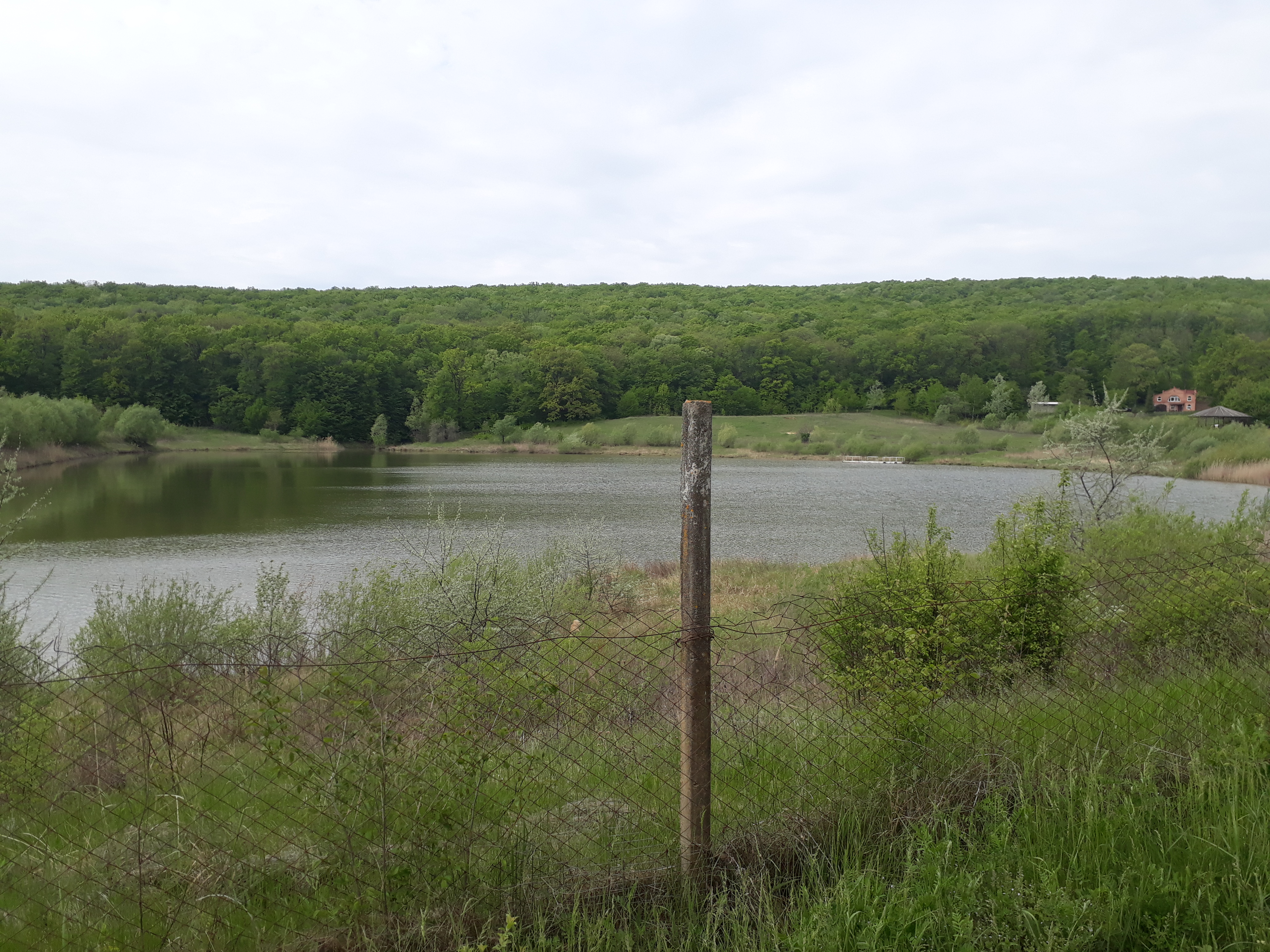
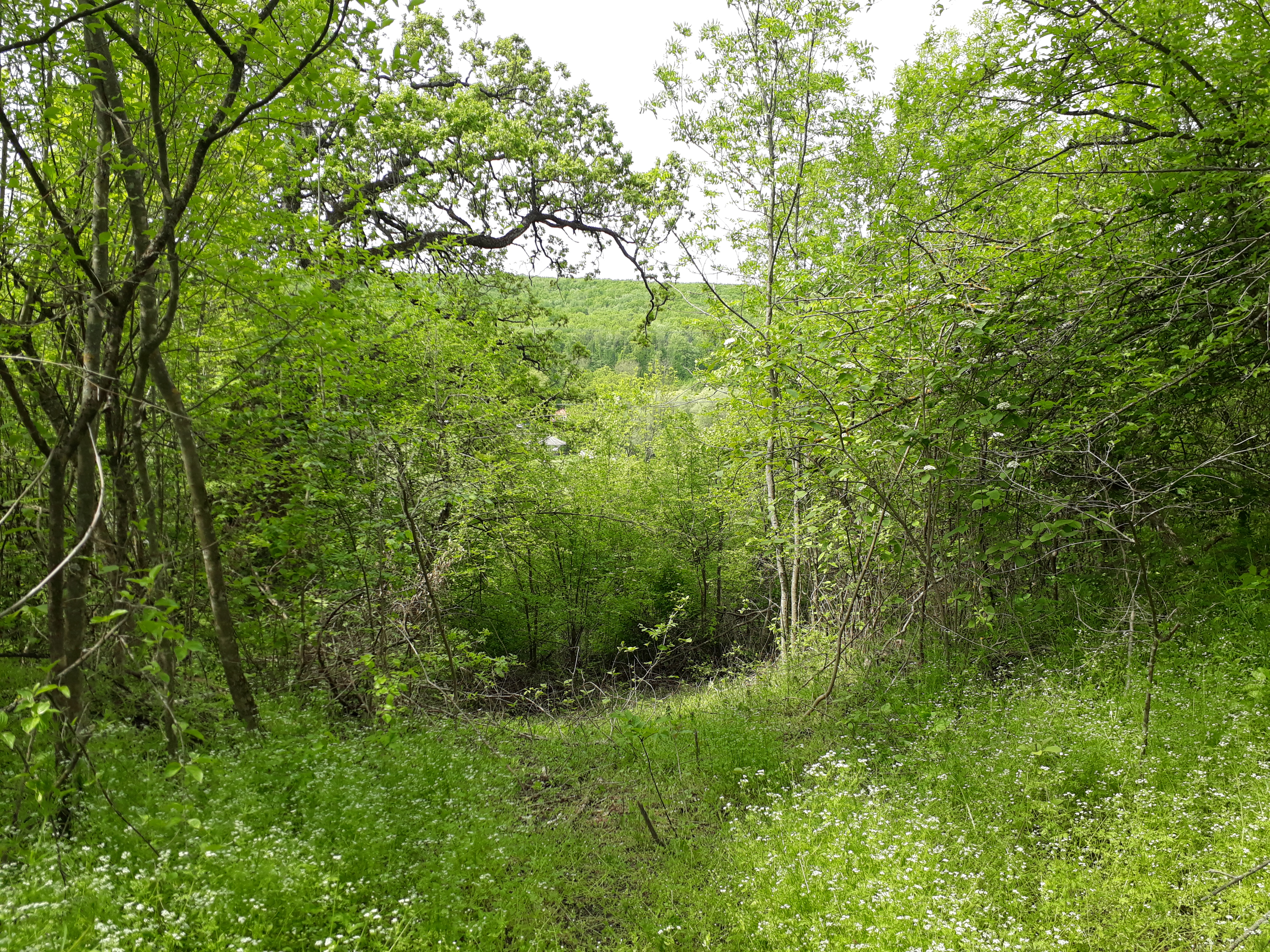
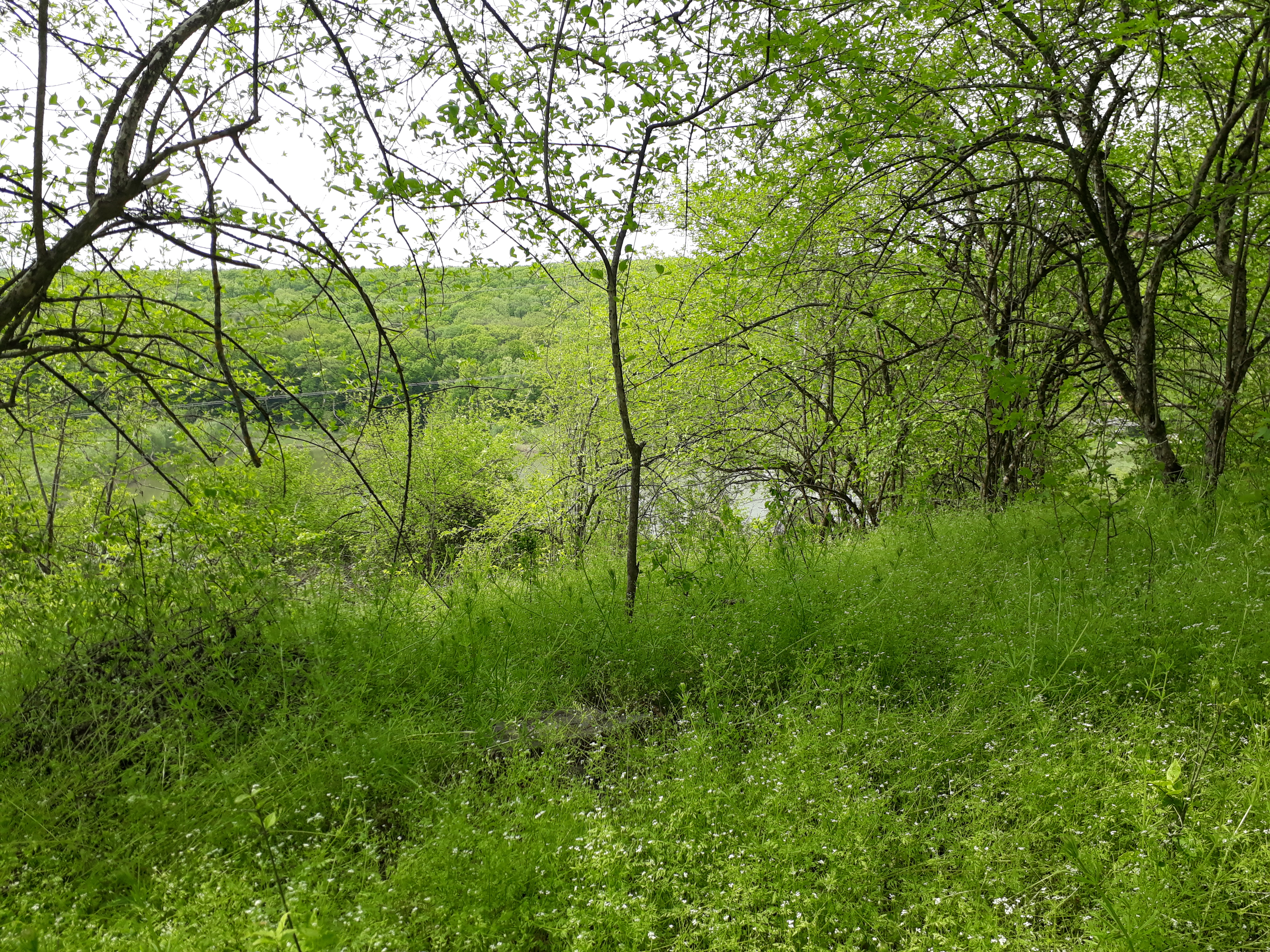
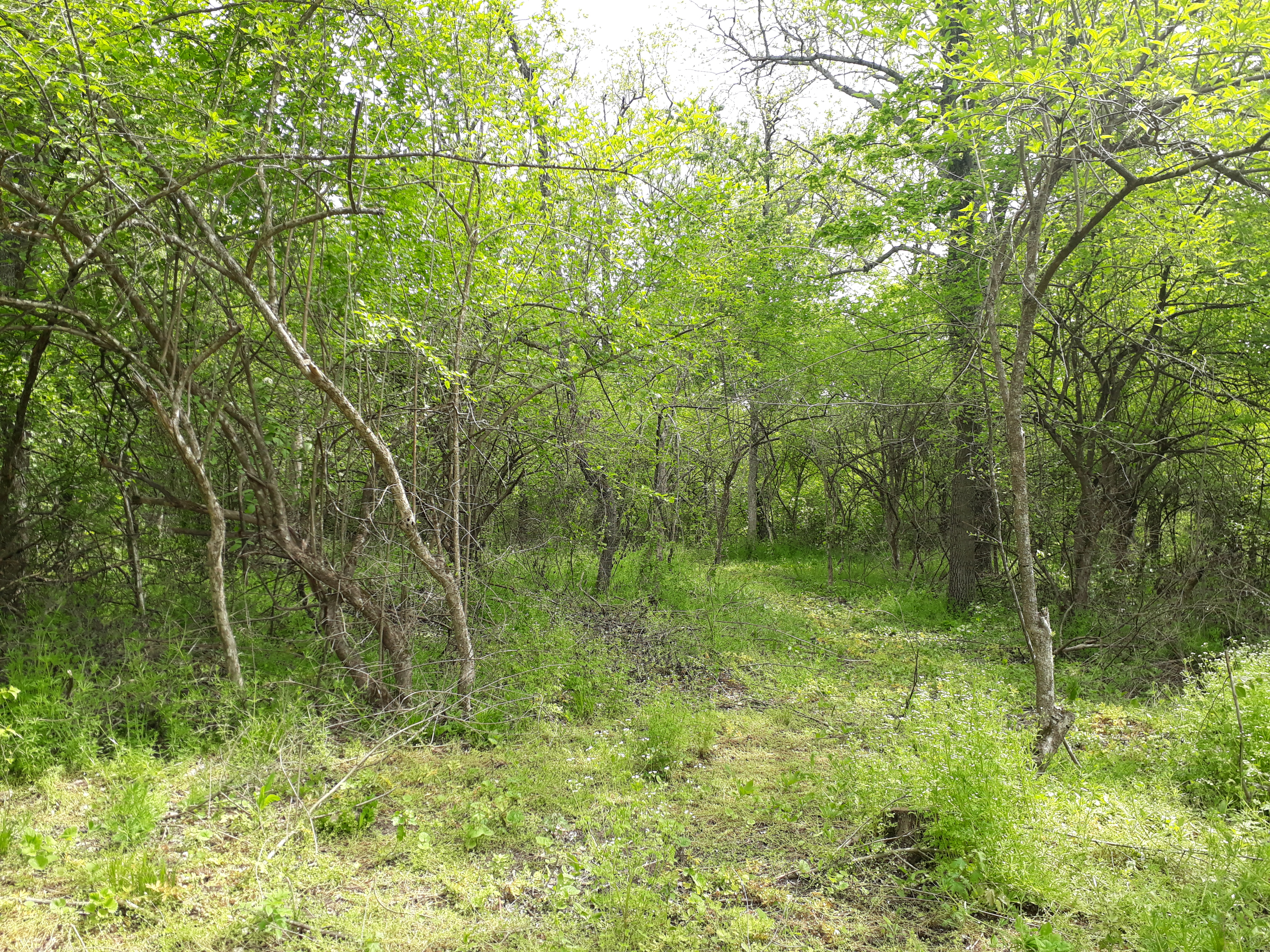

Biserica „Sf. Arhanghel Mihail”, monument ocrotit de stat.

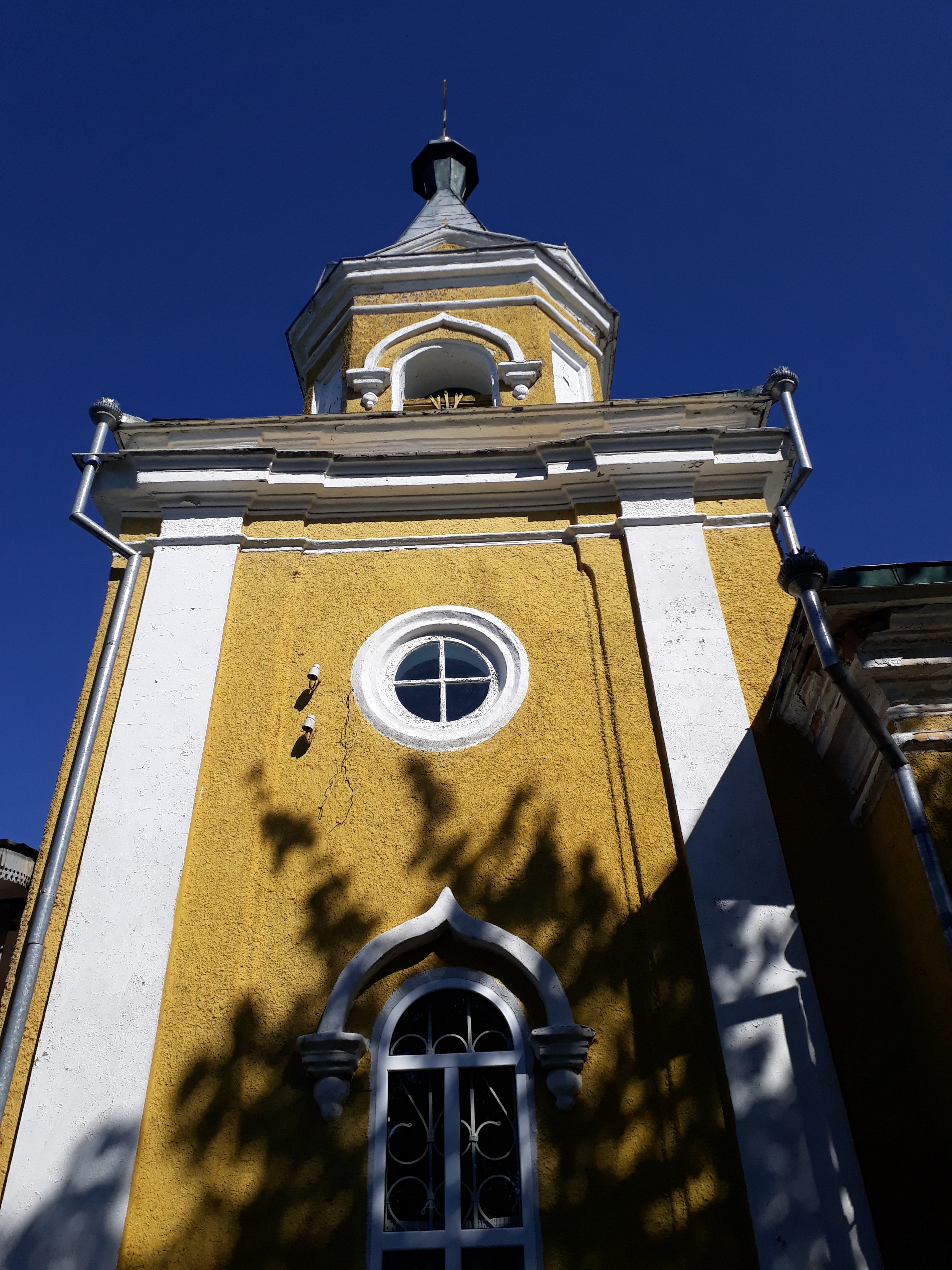
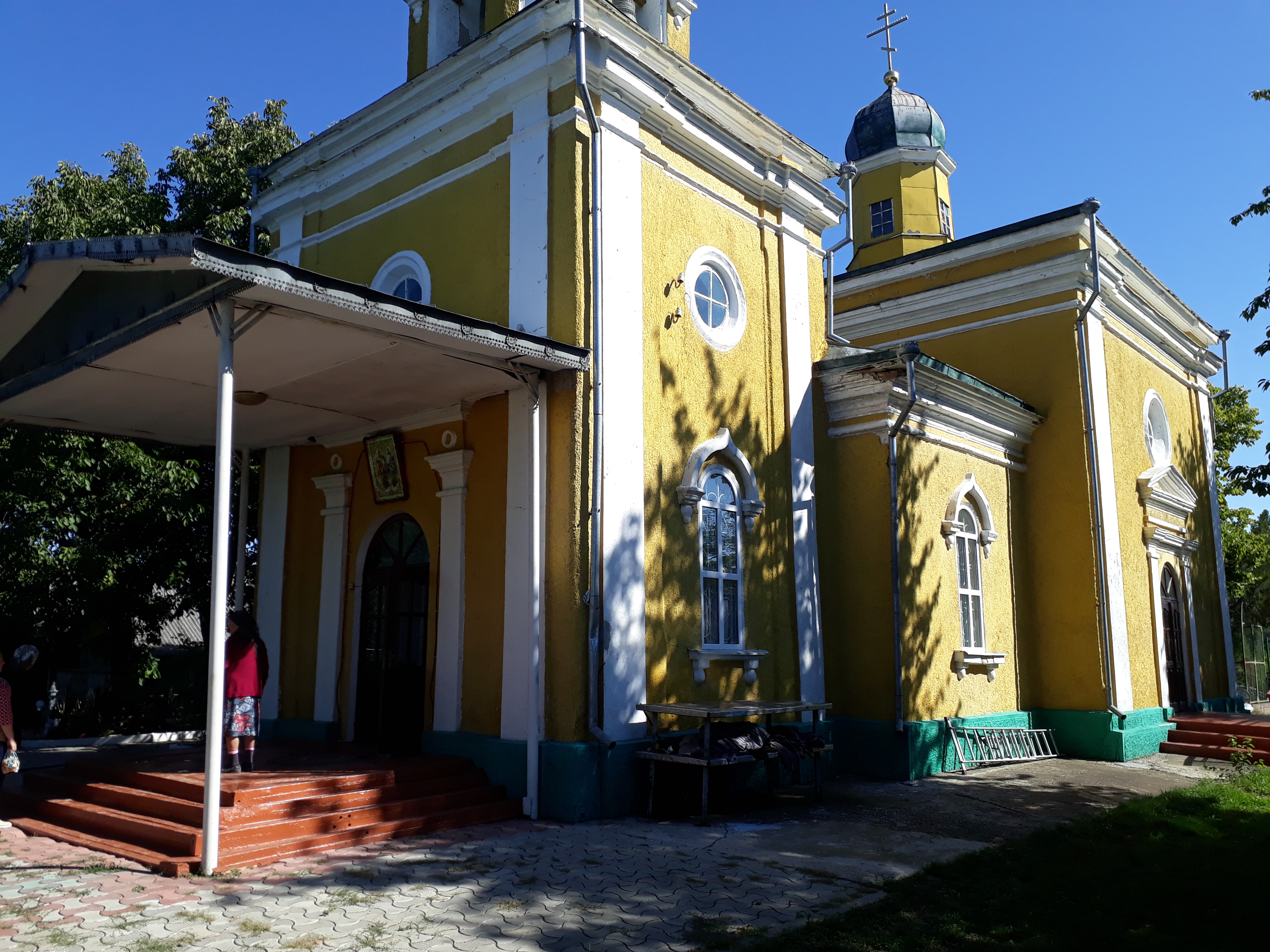
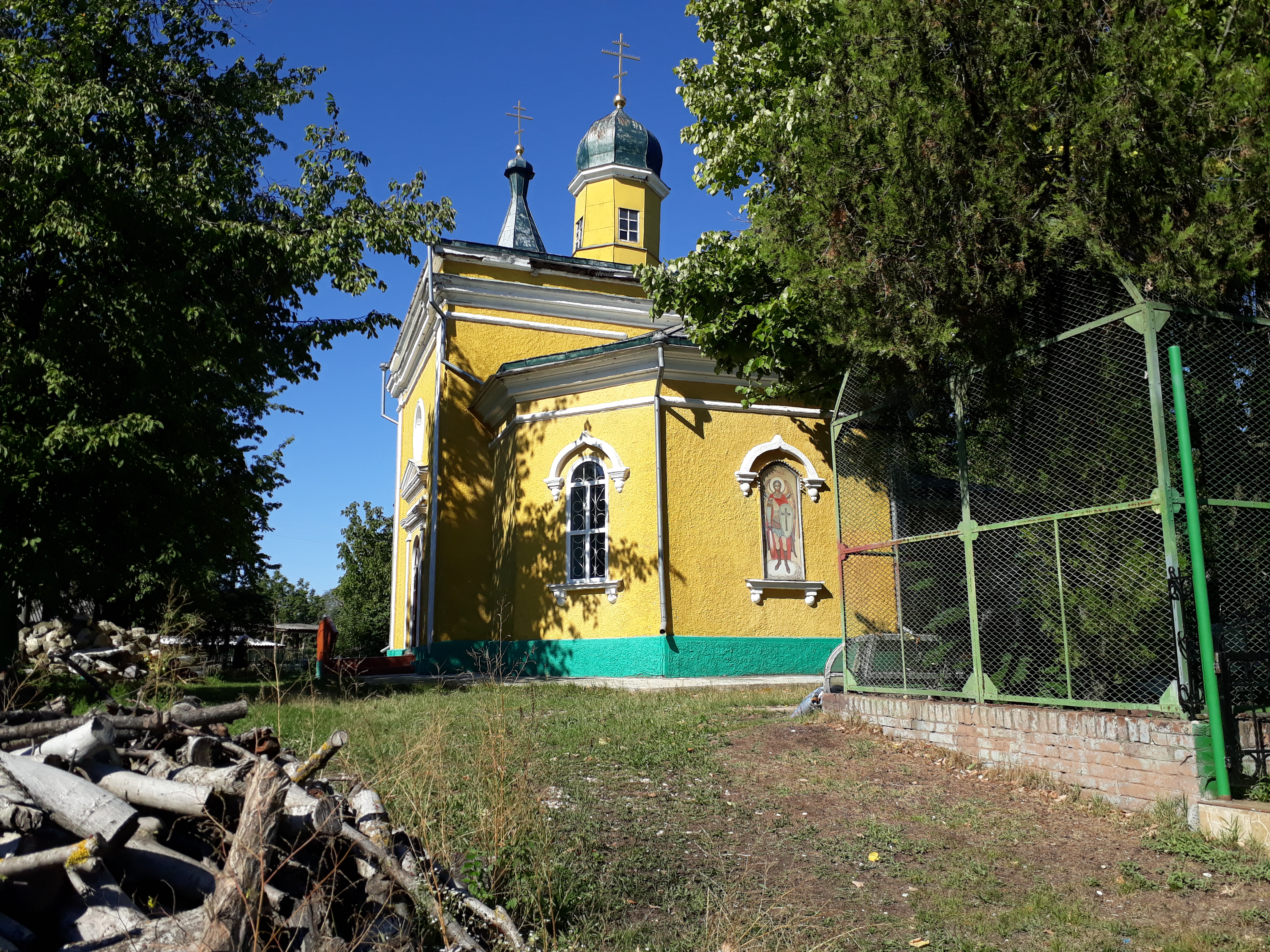
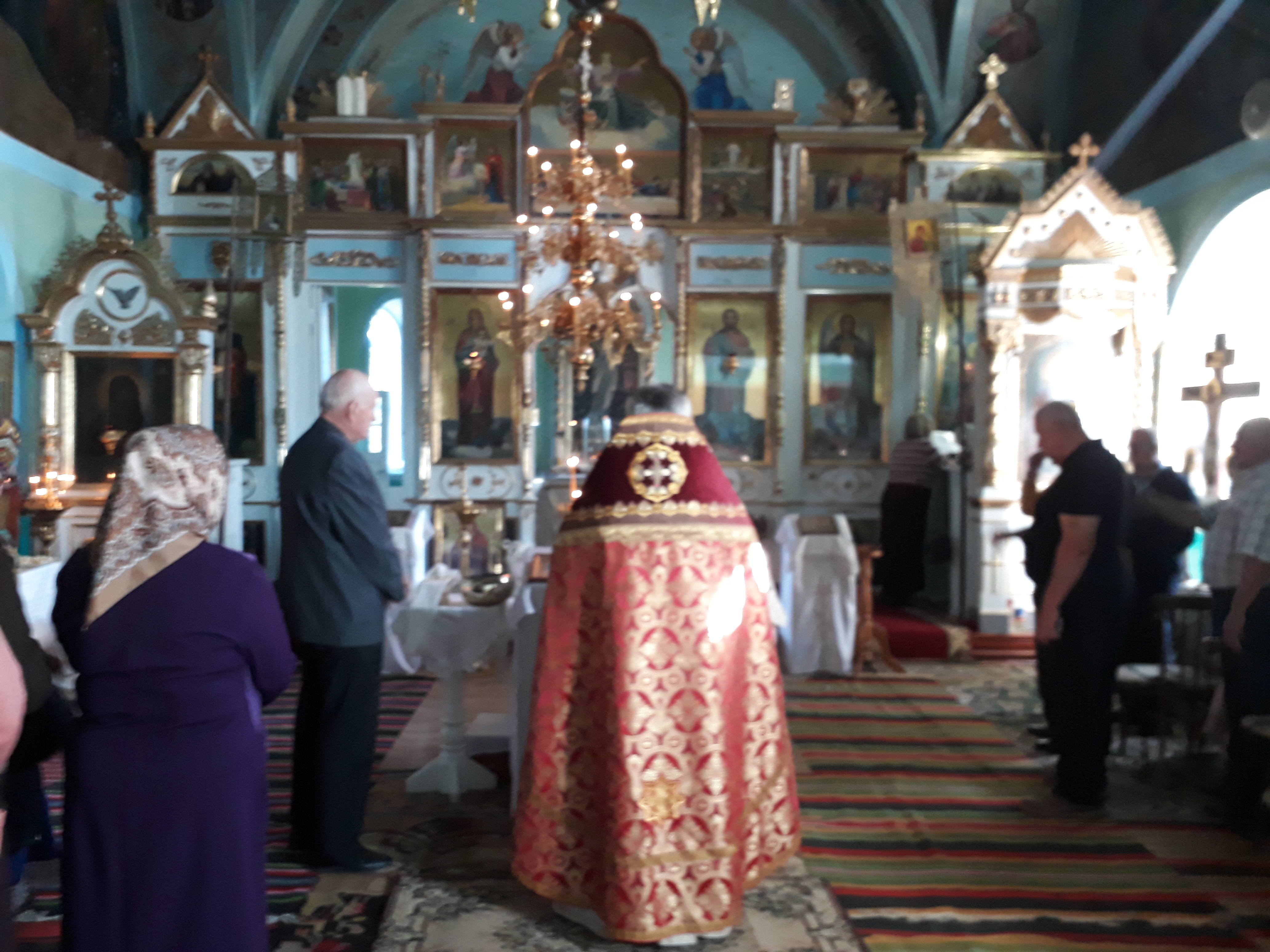
Interior
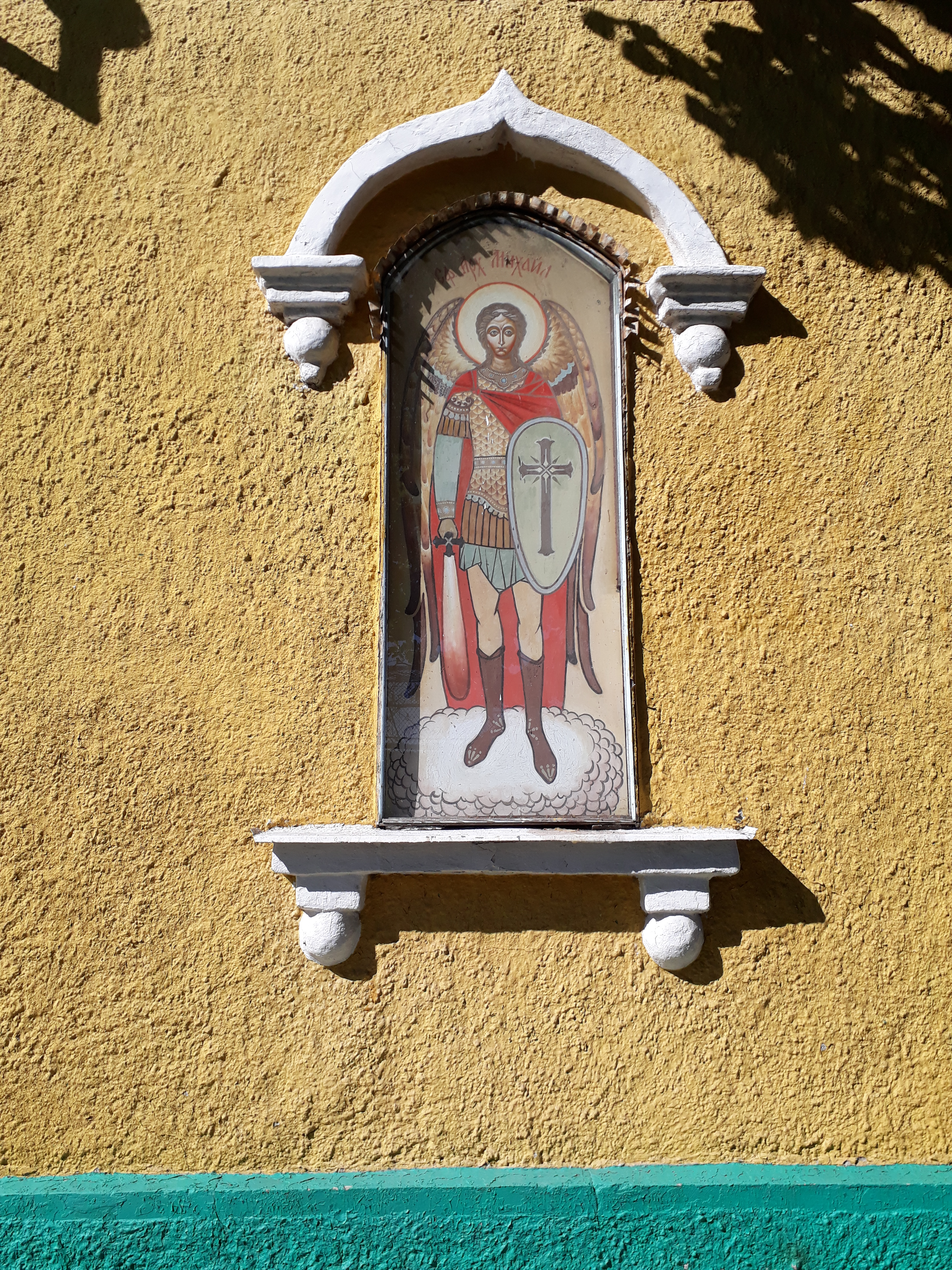
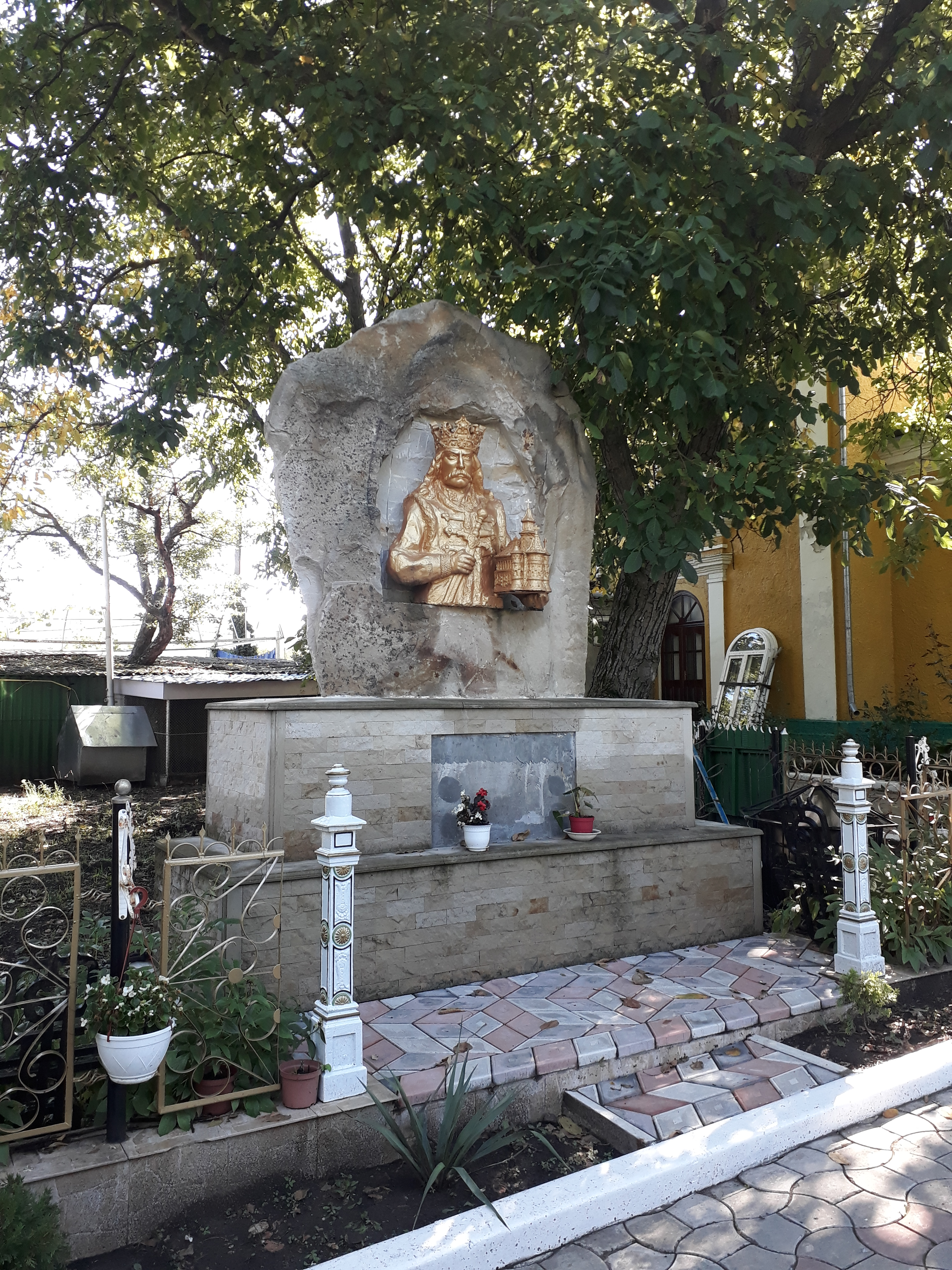

Memorialul consătenilor căzuți în conflicte și catastrofe.
Codrul adiacent localității.

## Personalități
- Emil Gane - arhivist, filolog, jurnalist și fost deținut la gulag.